# Kipchoge Keino
Kipchoge Keino (Kipchoge Hezekiah „Kip“ Keino;) (* 17. Januar 1940 in Kipsamo, Nandi District) ist ein ehemaliger kenianischer Leichtathlet, der zweimal Olympiasieger wurde und die Dominanz seines Landes im Mittelstrecken-, Langstrecken- und Hindernislauf einleitete.
Keino, der aus der Ethnie der Nandi stammt, war der erste kenianische Athlet, der auf der Titelseite der Sports Illustrated (am 30. September 1968) abgebildet wurde. Da seine Heimat 1800 Meter über Meereshöhe liegt, gilt er als Erfinder des Höhenlauftrainings; in dieser Umgebung trainierte er und half mit seinen Erfahrungen das Höhentraining als Technik zur Verbesserung von Laufzeiten in jeder Höhe zu entwickeln.

## Karriere
International aufmerksam wurde man auf Keino, als er 1962 kenianischen Rekord über die Meile lief. 1964 in Tokio lief Keino für sein Land, das erstmals an Olympischen Spielen als unabhängige Nation teilnahm, und wurde Fünfter im 5000-Meter-Lauf. Im darauf folgenden Jahr lief er zwei Weltrekorde: Über 3000 Meter in der Zeit von 7:39,6 min und über 5000 Meter in der Zeit von 13:24,2 min. Es waren die ersten Weltrekorde eines afrikanischen Läufers überhaupt.
Bei den ersten Panafrikanischen Spielen, die 1965 in Brazzaville ausgetragen wurden, gewann er den 1500- und den 5000-Meter-Lauf, 1966 gewann er bei den British Empire and Commonwealth Games in Kingston die Läufe über eine Meile und über drei Meilen.
Seine größten Erfolge errang er in den folgenden Jahren und erlangte damit höchste internationale Anerkennung: Bei den Olympischen Spielen 1968 in Mexiko-Stadt gewann er den 1500-Meter-Lauf in der olympischen Rekordzeit von 3:34,9 min, obwohl sein Taxi im Verkehrsstau steckengeblieben war und er den letzten Kilometer zum Stadion laufen musste. Der Rekord hatte bis 1984 Bestand. An einer schweren Infektion erkrankt, erlief er sich zuvor schon die Silbermedaille über 5000 Meter.
Bei den Olympischen Spielen 1972 in München gewann Keino seine zweite Goldmedaille, diesmal über 3000 Meter Hindernis sowie seine zweite Silbermedaille, diesmal über 1500 Meter.
Kipchoge Keino gehört zu den großen Legenden im Laufsport. In der „ewigen“ Weltbestenliste rückte er zu verschiedenen Zeitpunkten seiner Karriere bis auf folgende Positionen vor: 800 m (54); 1500 m (2); 1 Meile (2); 2000 m (11); 3000 m (1); 2 Meilen (2); 5000 m (1); 10.000 m (3); 3000 m Hindernis (7).
Kip Keino beendete seine internationale Läuferkarriere 1973. Seither widmet er sich, gemeinsam mit seiner Frau Phyllis, einer von ihm gegründeten Wohltätigkeitsorganisation, die sich um kenianische Waisenkinder kümmert. Er ist dem Laufsport in seiner Heimat Kenia weiterhin verbunden, und er ist der Präsident des Nationalen Olympischen Komitees.

## Olympiaskandal
Im Skandal um verschwundene Gelder und Ausrüstung für Kenias Olympiamannschaft 2016 in Rio de Janeiro ließ die Staatsanwaltschaft die Anklage gegen Keino fallen, und er soll nun, wie dessen Anwalt am 16. November 2018 mitteilte, als Schlüsselzeuge im Prozess aussagen. Gegen Keino und sechs weitere Funktionäre war im Oktober 2018 Anklage wegen Veruntreuung erhoben worden, da die Gruppe um ihn umgerechnet rund eine halbe Million Euro aus dem Regierungsfonds zur Unterstützung von Kenias Olympiateilnehmern abgezweigt haben soll.

## Bestzeiten
- 800 m: 1:46,41 min, 23. August 1972, München
- 1500 m: 3:34,91 min, 20. Oktober 1968, Mexiko-Stadt
- 1 Meile: 3:53,1 min, 10. September 1967, Kisumu
- 2000 m: 5:05,2 min, 26. September 1970, Leicester
- 3000 m: 7:39,6 min, 27. August 1965, Hälsingborg
- 2 Meilen: 8:25,2 min, 19. Dezember 1965, Sydney
- 5000 m: 13:24,2 min, 30. November 1965, Auckland
- 10.000 m: 28:06,4 min, 21. Juli 1968, Leningrad
- 3000 m Hindernis: 8:23,64 min, 4. September 1972, München

## Auszeichnungen
- 1987 wurde Keino gemeinsam mit aktiven Athleten von der Zeitschrift Sports Illustrated zum Sportler des Jahres gewählt, nachdem sich die Gruppe für eine wohltätige Initiative engagiert hatte.
- 2012 wurde er in die IAAF Hall of Fame aufgenommen.
- Während der Eröffnungsfeier der Olympischen Sommerspiele 2016 in Rio de Janeiro erhielt Keino den erstmals vergebenen Olympic Laurel Award des Internationalen Olympischen Komitees, der Sportler für ihr soziales Engagement auszeichnet.
- 2021 wurde ein Asteroid nach ihm benannt: (39285) Kipkeino.